# Замкова гора (Білорусь)
Замкова гора — вища точка Новогрудської височини, розташована за 3 км на північний захід від міста Новогрудок Гродненської області і за 250 м на північ від села Пуцевичі. Висота 323 м.
Гора складена червоно-бурими моренними суглинками, перекритими пильоватим супіском. Має вид полого-опуклого підняття субмеридіального напряму, типового для краєвих утворень. Схили пологі, крутизна переважно 3—7°, відносні перевищення до 20—25 м. Майже вся розорана.
В Новогрудку, на Замковій горі збереглися руїни Новогрудського замку (10 — 16 століття). Поряд із Замковою горою на честь А. Міцкевича насипаний курган Безсмертя.